# Javalaan 6 (Baarn)
Het landhuis Javalaan 6 is een gemeentelijk monument in Baarn in de provincie Utrecht.
Het met riet gedekte landhuis staat op de hoek van de Javalaan met de Nicolaas Beetslaan. Het werd in 1931 door de Doesburger architect N. de Wolf ontworpen voor J.W. van der Willigen. De meeste vensters hebben roeden.